# Distrito de Klaipėda
El distrito de Klaipėda (lituano: Klaipėdos rajono savivaldybė) es un municipio-distrito lituano perteneciente a la provincia de Klaipėda.
En 2011 tiene 49 637 habitantes. Su capital es Gargždai.
Comprende los alrededores de la ciudad de Klaipėda.

## Subdivisiones
Se divide en 11 seniūnijos (entre paréntesis la localidad principal):
- Seniūnija de Agluonėnai (Agluonėnai)
- Seniūnija de Dauparai-Kvietiniai (Gargždai)
- Seniūnija de Dovilai (Dovilai)
- Seniūnija de Endriejavas (Endriejavas)
- Gargždai (seniūnija urbana formada por la ciudad homónima)
- Seniūnija de Judrėnai (Judrėnai)
- Seniūnija de Kretingalė (Kretingalė)
- Seniūnija de Priekulė (Priekulė)
- Seniūnija de Sendvaris (Slengiai)
- Seniūnija de Veiviržėnai (Veiviržėnai)
- Seniūnija de Vėžaičiai (Vėžaičiai)